# 拉珠·阿旺

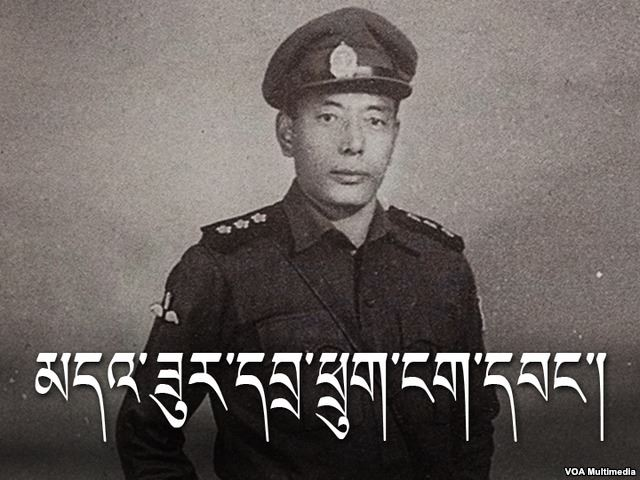
拉珠·阿旺

拉珠·阿旺（藏語：དབྲ་ཕྲུག་ངག་དབང，威利转写：dbra phrug ngag dbang，1926年—2016年2月7日）藏族，四川理塘人，四水六岗卫教志愿军将领。

## 生平
1958年6月15日，恩珠仓·贡布扎西带着空投前来的两位藏籍美国特工及拉萨附近的部分武装，离开拉萨赴山南地区哲古宗（今属措美县），与从四川省康区经印度、锡金从西藏亚东进入西藏境内的一批人员会合，成立武装“根据地”。1958年6月24日，恩珠仓·贡布扎西召开由27股武装的首领参加的会议，成立“四水六岗卫教志愿军”（以下简称“卫教军”），作为“四水六岗”指挥的武装部队，人数3000人。“卫教军”由恩珠仓·贡布扎西任司令，甲马仓·桑培、夏格仓·朗加多吉等人任副司令。“卫教军”成立时，共有自备枪马的人员800多人，以乡土为单位编为十八个马吉，又将这十八个马吉分为左右两翼：右翼指挥官为康区理塘人拉珠·阿旺，左翼指挥官为恰成人雍沛次成。
1958年，在中国人民解放军追击下，总司令恩珠·贡布扎西负伤后，又和右翼指挥官拉珠·阿旺失散。拉珠·阿旺率少数散兵后返藏南。此后，右翼指挥官拉珠·阿旺潜回拉萨色拉寺，又集合人马准备重返山南。1958年12月18日，拉珠·阿旺率领武装在贡嘎伏击中国人民解放军第一五五团三营营长杜效模率一个连护送山南工作队副书记张增文及向泽当运物资的车队。12月19日，又在扎囊伏击了中国人民解放军第一五五团自泽当前来接应该车队的分队。这两次伏击均获成功。中国人民解放军第一五五团损失重大，副团长殷春和、营长杜效模及原山南分工委副部长沈凤楼等军队、地方干部、工作人员共93人阵亡，35人负伤。